# Bishop (Georgia)
Bishop – miasto w Stanach Zjednoczonych, w stanie Georgia, w hrabstwie Oconee.